# Eduardo do Dertins
Eduardo Bonaruga (Cravinhos, 16 de maio de 1968), mais conhecido como Eduardo do Dertins, é um político brasileiro, filiado ao Cidadania. Em 1995 mudou-se para Gurupi, onde foi chefe da regional do Departamento de Estradas e Rodagens do Tocantins (Dertins). Ele compõe o Diretório Nacional do Cidadania.
Em 2018, foi reeleito deputado estadual para a 9ª legislatura (2019-2023) da Assembleia Legislativa do Tocantins, alcançando seu quinto mandato. Depois de Roberto Morais (SP), é o membro do Cidadania com mais mandatos seguidos como deputado estadual.